# Moo Deng
Moo Deng (em tailandês: หมูเด้ง; romaniz.: lit.  "porco saltitante") é um hipopótamo-pigmeu fêmea que vive no Zoológico de Khao Kheow em Si Racha, na província de Chonburi, na Tailândia. Ganhou visibilidade em setembro de 2024 como um meme da Internet depois que imagens dela se tornaram virais online.

## Antecedentes
Moo Deng nasceu em 10 de julho de 2024, filha de Jonah (em tailandês: โยนาห์) e Tony (em tailandês: โทนี่). Seu nome foi escolhido através de uma votação pública, com mais de 20 mil pessoas votando por "Moo Deng", que significa "porco saltitante". Moo Deng tem um irmão chamado Moo Toon (em tailandês: หมูตุ๋น; lit.  "porco assado") e uma irmã chamada Moo Waan (em tailandês: หมูหวาน; lit.  "porco doce").

## Popularidade
O Zoológico de Khao Kheow publicou imagens de seus hipopótamos-pigmeus em sua página oficial do Facebook, e Moo Deng rapidamente se tornou a favorita dos internautas. Moo Deng é conhecida por ser mais brincalhona e enérgica do que outros hipopótamos. Em resposta à sua popularidade, o zoológico anunciou que venderia roupas e outras mercadorias com desenhos baseados em Moo Deng. Outras empresas produziram mercadorias baseadas em Moo Deng, incluindo uma loja de bolos, a Vetmon Cafe, que criou um bolo realista com o formato do animal. Além disso, a Sephora publicou um tutorial de maquiagem inspirado nela. Moo Deng se tornou o tema de muitas ilustrações de fãs.
Devido à popularidade viral de Moo Deng na Internet, o número de visitantes diários do zoológico duplicou no início de setembro de 2024. Alguns visitantes assediaram Moo Deng, jogando água nela e objetos para acordá-la. Como resultado, o Zoológico de Khao Kheow instalou câmeras de segurança ao redor de seu recinto e o diretor do zoológico ameaçou tomar medidas legais contra os visitantes que a assediaram. O assédio dos visitantes a Moo Deng foi amplamente condenado online. O zoológico também implementou um limite de tempo de cinco minutos para os visitantes para acomodar o alto volume.
Em setembro de 2024, o diretor do zoológico, Narongwit Chodchoi, anunciou que o zoológico havia iniciado o processo de registro de direitos autorais e de marca registrada de “Moo Deng, o hipopótamo” para arrecadar fundos para o zoológico. O zoológico também planeja lançar uma transmissão ao vivo ininterrupta para permitir que os fãs assistam Moo Deng ao vivo pela Internet.